# Midland F1 Racing
Midland F1 a fost o echipă de Formula 1 care a concurat in campionatul mondial în 2006.

## Palmares în Formula 1
| Sezon | Piloți                             | Puncte | Loc clasament general |
| ----- | ---------------------------------- | ------ | --------------------- |
| 2006  | Tiago Monteiro / Christijan Albers | 0      | -                     |